# Большеозёрское муниципальное образование
Большеозёрское сельское поселение — муниципальное образование в составе Балтайского района Саратовской области. 
Административный центр — село Большие Озерки. На территории поселения находятся 13 населённых пунктов — 8 сёл, 5 деревень.

## Населённые пункты
- село Большие Озерки — административный центр;
- село Алентьевка;
- село Журавлиха;
- село Кикино;
- село Пилюгино;
- село Столыпино;
- село Чернобулак;
- село Юрьевка;
- деревня Алферьевка;
- деревня Зубриловка;
- деревня Козловка;
- деревня Красное Поле.
- деревня Паник.